# Melanie (Toto)
Melanie is een nummer van de Amerikaanse band Toto uit 1999. Het is de eerste single van hun tiende studioalbum Mindfields.
Het nummer is een ballad waarin de ik-figuur zijn liefdesgevoelens over een meisje genaamd Melanie bezingt. Het nummer wist in Amerika geen hitlijsten te bereiken. Ondanks dat het nummer in Nederland slechts de 20e positie in de Tipparade behaalde, werd het daar wel een klein radiohitje.